# BetBoom Arena
El BetBoom Arena hasta 2021 llamado Estadio Neftyanik es un estadio multiusos ubicado en la ciudad de Ufá, Rusia. El recinto inaugurado en 1967 fue remodelado completamente y reinaugurado el 9 de agosto de 2015, posee una capacidad para 15 230 espectadores. En el estadio disputa sus partidos como local el club FC Ufa de la Liga Premier de Rusia.
El estadio sirvió en sus inicios al club FC Neftyanik Ufa, cuadro que militaba en la segunda división de la Liga Soviética, el renovado estadio fue reinaugurado el 9 de agosto de 2015, cuando el FC Ufa enfrentó al campeón reinante ruso el Zenit de San Petersburgo, el equipo local perdió el juego 1-0, el único gol del partido fue anotado por Danny Alves.